# GREAT ACTIVITY
『GREAT ACTIVITY』（グレート・アクティヴィティー）は、水樹奈々の6枚目のオリジナルアルバム。2007年11月14日にキングレコードから発売された。

## 概要
前作『HYBRID UNIVERSE』より約1年半ぶりとなるオリジナルアルバムで、前作と同じくElements Gardenのメンバーを中心に、矢吹俊郎や田中隼人などが参加しているが、藤末樹・齋藤真也などといったロックフィールド所属作家や、アルバム曲としては久々となった志倉千代丸なども参加している。今まで水樹作品に関わってこなかったElements Gardenの菊田大介も編曲を行ったことで、Elements Gardenの主力メンバー全員が関わるという形になった。
今作で、自身の最高位を塗り替えたほか、林原めぐみと自身が持っていた、声優のアルバム最高位記録の3位を塗り替えた。また、シングル『SECRET AMBITION』と『ETERNAL BLAZE』で最高位記録（2位）、DVD『NANA MIZUKI LIVE FORMULA at SAITAMA SUPER ARENA』で最高位記録（1位）を保持しており、これで声優部門の3冠王となった。
通常盤とDVD付の2007年限定製造盤があり、後者のジャケット写真は京都駅のビル内にて撮影された。

## 収録内容
CD
1. Bring it on! [4:12]
作詞：水樹奈々 / 作曲：藤末樹 / 編曲：藤間仁（Elements Garden）
オアシスの「ブリング・イット・オン・ダウン」から命名されている。
2. Orchestral Fantasia [5:26]
作詞：Hibiki / 作曲・編曲：上松範康（Elements Garden）
  - 日本テレビ系列『音楽戦士 MUSIC FIGHTER』11月度POWER PLAY
3. Promise on Christmas [4:45]
作詞：ヒワタリスツカ / 作曲・編曲：田中隼人
4. MASSIVE WONDERS [4:12]
作詞：水樹奈々 / 作曲・編曲：矢吹俊郎
  - テレビアニメ『魔法少女リリカルなのはStrikerS』後期オープニングテーマ
  - 日本テレビ『汐留☆イベント部』8月度エンディングテーマ
5. Take a chance [4:21]
作詞：西村ちさと / 作曲：若林充 / 編曲：齋藤真也
6. ファーストカレンダー [3:57]
作詞：ゆうまお / 作曲・編曲：藤田淳平（Elements Garden）
7. ラストシーン [4:49]
作詞・作曲：溝下創 / 編曲：大平勉
8. SEVEN [4:26]
作詞・作曲：水樹奈々 / 編曲：藤間仁（Elements Garden）
9. アオイイロ [4:21]
作詞：Bee' / 作曲・編曲：AGENT-MR
  - テレビ東京『うぇぶたま』エンディングテーマ
10. TRY AGAIN [4:18]
作詞・作曲・編曲：矢吹俊郎
11. SECRET AMBITION [4:20]
作詞：水樹奈々 / 作曲：志倉千代丸 / 編曲：藤間仁（Elements Garden）
  - テレビアニメ『魔法少女リリカルなのはStrikerS』前期オープニングテーマ
12. Nostalgia [2:48]
作詞：SAYURI / 作曲：TLAST / 編曲：齋藤真也
13. Heart-shaped chant [5:09]
作詞：水樹奈々 / 作曲・編曲：上松範康（Elements Garden）
  - PlayStation 2用ゲームソフト『シャイニング・ウィンド』主題歌
14. chronicle of sky [4:53]
作詞・作曲：志倉千代丸 / 編曲：菊田大介（Elements Garden）
15. Sing Forever [5:57]
作詞：園田凌士 / 作曲・編曲：藤間仁（Elements Garden）

DVD
「NANA SUMMER FESTA 2007 DIGEST」
1. あなたが選ぶNANA Song BEST 10
2. Level Hi!
3. MC
4. あなたが選ぶNANA Song BEST 10 第10位発表
5. You have a dream
6. あなたが選ぶNANA Song BEST 10 第50位 - 第41位
7. あなたが選ぶNANA Song BEST 10 第9位 - 第7位
8. suddenly 〜巡り合えて〜
9. New Sensation
10. SUPER GENERATION
11. あなたが選ぶNANA Song BEST 10 第40位 - 第31位
12. あなたが選ぶNANA Song BEST 10 第6位 - 第4位
13. Tears' Night
14. Heart-shaped chant
15. Crystal Letter
16. あなたが選ぶNANA Song BEST 10 第3位発表
17. ETERNAL BLAZE
18. あなたが選ぶNANA Song BEST 10 第30位 - 第21位
19. あなたが選ぶNANA Song BEST 10 第2位発表
20. POWER GATE
21. あなたが選ぶNANA Song BEST 10 第20位 - 第11位
22. あなたが選ぶNANA Song BEST 10 第1位発表
23. innocent starter
24. MC
25. ピアス 〜acoustic version〜
26. 星空と月と花火の下 〜acoustic version〜
27. MASSIVE WONDERS
28. エンディング